# 報道特集 (NHK)
『報道特集』（ほうどうとくしゅう）は、1966年4月10日から1970年4月5日までNHK総合テレビジョンで放送された報道番組である。

## 概要
政治・経済・社会のあらゆる分野の最も旬で関心のある問題を取り上げた大型報道番組であった。スタジオインタビューや多元中継による記者報告などを行った。

## 放送時間
いずれも日本標準時。
- 日曜 21:30 - 22:10 （1966年4月10日 - 1967年4月2日）
- 日曜 22:10 - 22:50 （1967年4月9日 - 1968年3月17日）
- 日曜 22:20 - 23:00 （1968年4月14日 - 1969年4月6日）
- 日曜 20:45 - 21:30 （1969年4月13日 - 1970年3月15日） - 移動とともに放送枠が5分拡大。

## テーマ
1966年度
- 私大経営は苦しいか
- ガン対策への提言
- 水銀農薬は追放できるか
- 人命補償
- 建国記念日はいつが良いか
- ローカル空港白書
- 粛党運動の行方 公選改造を終えて
- 都知事の椅子
- 大学大衆化
- インドネシア報告
- ベトナム報告
- 航空新時代
- 原爆を作った人たち
- 文化大革命
- 紅衛旋風の4か月
- 北ベトナムの現状
- スカルノからスハルトへ

1967年度
- 兵器国産
- 外資上陸作戦
- 巨大農協
- 人間とその世界 モントリオールからの報告
- 米価審議会
- 公安条例
- 沖縄住民は希望する
- 海上交通戦争
- 泥と水の殻倉地帯
- 都市犯罪
- 救急医療の盲点
- 全学連
- 幻の王様 消費者運動の現実
- 医療危機
- 消費論争
- 自動車革命
- 心臓移植
- 公民教育
- 紛糾する新空港 成田からの報告
- ドル危機と日本経済

1968年度
- 小児ガン
- 食管危機
- 景気調整の現状をみる
- 非政治世代
- ロバート・ケネディ事件とアメリカ大統領選挙
- 地震無防備都市
- 党首遊説
- 外資論争
- ベトナム戦争の現段階
- 被爆原点の空白
- 濁流にのまれた観光バス
- チェコの悲劇
- 安全のための危機
- 東大紛争の底流
- 交通規制論争
- 沖縄選挙を現地に見る
- 近代化と安全 国鉄事故の背景
- 自由民主党への直言
- 毒ガス島の傷あと
- サリドマイド禍の教育 西独の現状から
- 補償の死角
- 廃県置州論
- 月と地球
- 東大正常化への苦悩
- 廃墟と再生 東大紛争再建への道
- サラリーマンパワー
- 風しん障害児 沖縄からの報告
- 追いつめられた石炭
- ニクソン訪欧 同行取材報告
- アマチュアリズム

1969年度
- 発言する高校生
- 再検討される大学自治
- 大型合併論争
- 現代離婚考
- 高速時代の盲点
- 転機に立つ米作り
- 安全性への告発
- 転職少年群
- 鎮魂への条件
- 奇病スモン
- 台風災害
- 道路復活
- 動き出す大学法
- ゆれる世界通貨
- 協調から競争へ
- 1,000万人の断絶
- 沖縄返還交渉
- 生活優先への視点
- どうなる社会党再建
- 商業立地革命
- 地価は下るか[要出典]
- ある水銀中毒
- 7・3教育[要出典]
- ジャンボ時代
- EC121撃墜事件[要出典]
- 告発されるソンミ虐殺事件[要出典]
- アメリカの見る日米関係